# Death Before Dishonor (2023)
Pour les articles homonymes, voir Death Before Dishonor.
L'édition 2023 de Death Before Dishonor est un Pay-per-view de catch (lutte professionnelle) produit par la promotion américaine Ring of Honor. L'événement a eu lieu le 21 juillet 2023 au CURE Insurance Arena à Trenton (New Jersey). Il s'agit de la 20e édition de Death Before Dishonor.

## Contexte
Les spectacles de la Ring of Honor sont constitués de matchs aux résultats prédéterminés par les scénaristes de la compagnie. Ces rencontres sont justifiées par des storylines – une rivalité entre catcheurs, la plupart du temps – ou par des qualifications survenues dans les shows. Tous les catcheurs possèdent un gimmick, c'est-à-dire qu'ils incarnent un personnage gentil (Face) ou méchant (Heel), qui évolue au fil des rencontres. Un événement comme Death Before Dishonor est donc un événement tournant pour les différentes storylines en cours.

## Tableau des matchs
| Ordre par numéros | Résultat | Stipulation(s) | Temps |
| --- | --- | --- | ----- |
| 1P | Josh Woods (avec Ari Daivari, Tony Nese et "Smart" Mark Sterling) bat Tracy Williams par soumission | Pure Wrestling Rules match Christopher Daniels, Jerry Lynn et Jimmy Jacobs sont utilisés comme juges.                               | 8:35  |
| 2P | Action Andretti et Darius Martin battent The WorkHorsemen (Anthony Henry et JD Drake) | Tag Team match | 7:20  |
| 3P | "Legit" Leyla Hirsch bat Trish Adora par soumission | Match simple | 8:25  |
| 4P | AR Fox bat Shane Taylor | Match simple | 10:20 |
| 5 | Gravity bat Komander (avec Alex Abrahantes) | Match simple | 10:15 |
| 6 | Samoa Joe (c) bat Dalton Castle (avec The Boys (Brent et Brandon Tate)) | Match simple pour le ROH World Television Championship                                                                              | 13:35 |
| 7 | Aussie Open (Kyle Fletcher et Mark Davis) bat The Lucha Brothers (Penta El Zero Miedo et Rey Fenix) (c) (avec Alex Abrahantes), The Kingdom (Matt Taven et Mike Bennett) (avec Maria Kanellis) et Best Friends (Chuck Taylor et Trent Beretta) | 4-Way Tag Team match pour les ROH World Tag Team Championship                                                                       | 17:13 |
| 8 | Mogul Embassy (Bishop Kaun, Toa Liona et Brian Cage) (c) (avec Prince Nana) bat Leon Ruffin et Six or Nine (Master Wato et Ryusuke Taguchi) | 6-Man Tag Team match pour les ROH World Six-Man Tag Team Championship                                                               | 12:20 |
| 9 | Katsuyori Shibata (c) bat Daniel Garcia | Pure Wrestling Rules match pour le ROH Pure Championship Christopher Daniels, Jerry Lynn et Jimmy Jacobs sont utilisés comme juges. | 14:35 |
| 10 | The Dark Order (Evil Uno, Alex Reynolds et John Silver) bat Stu Grayson et The Righteous (Vincent et Dutch) | Fight Without Honor | 16:40 |
| 11 | Claudio Castagnoli (c) bat PAC | Match simple pour le ROH World Championship                                                                                         | 18:30 |
| 12 | Athena (c) bat Willow Nightingale | Match simple pour le ROH Women's World Championship                                                                                 | 20:30 |
| La lettre C placée entre parenthèses désigne la personne ou l’équipe championne en titre. P – indique que le match a eu lieu lors du pré-show | | |       |